# Palazzo Donà Giovannelli

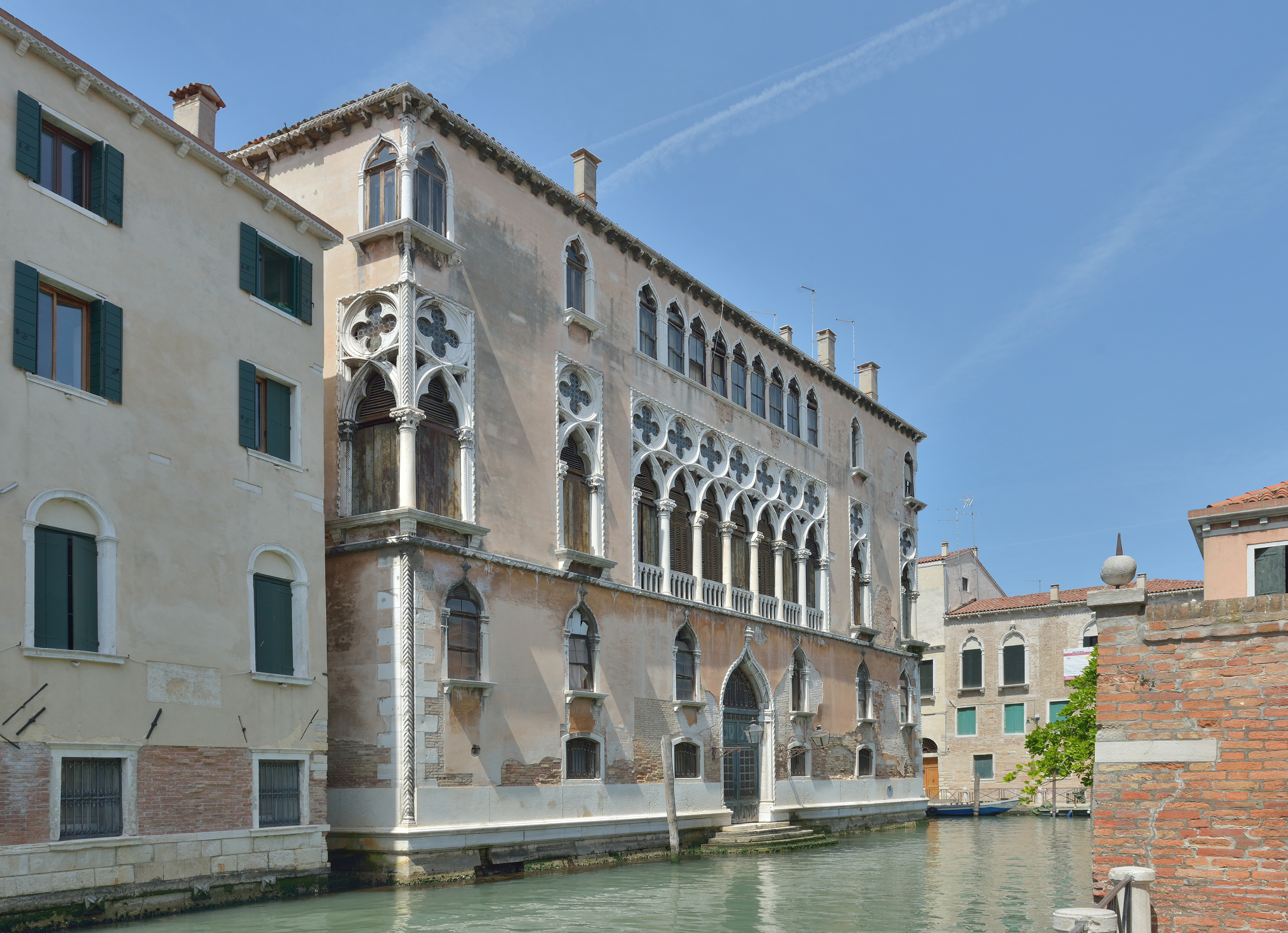
Palazzo Donà Giovannelli, Fassade zum Rio di Noale hin

Palazzo Donà Giovannelli ist ein Palast in Venedig in der italienischen Region Venetien. Er liegt im Sestiere Cannaregio mit Blick auf den Rio di Noale und den Rio di Santa Fosca neben dem Palazzo Pasqualigo Giovannelli.

## Geschichte
Den Erbauer dieses Komplexes aus dem späten 15. Jahrhundert kennt man nicht, aber er wird Filippo Calendario, Architekt des Dogenpalastes, zugeschrieben. Der Palast wurde schon 1538 Francesco Maria I. della Rovere, den Fürsten von Urbino, übergeben und wurde dann Eigentum von ‚‚Giovanni Battista Donà‘‘, der ihn aber zur Tilgung persönlicher Schulden an die Familie ‚‚Giovannelli‘‘ verkaufen musste. Das Gebäude wurde über die Jahrhunderte zweimal von Grund auf umgebaut, zuerst in den Jahren 1847/1848 von Giovanni Battista Meduna und dann in vollem Umfang im 20. Jahrhundert.

## Beschreibung der Außenansichten
Das Gebäude, das sich am Zusammenfluss zweier Kanäle findet, hat zwei Fassaden:
- Die Fassade auf den Rio di Noale hinaus bietet einen schönen, monumentalen Anblick im spätgotischen Stil. Das Erdgeschoss ist durch ein prominentes Portal zum Wasser und sechs kleine Kielbogenfenster charakterisiert, während das erste Hauptgeschoss ein Siebenfach-Dreipassfenster mit darübergesetzten Vierpässen, flankiert von zwei Paaren gleichartiger Einzelfenster, zeigt. Das zweite Hauptgeschoss hat in der Mitte ein Neunfach-Kielbogenfenster, ebenfalls flankiert von zwei Paaren gleichartiger Einzelfenster. Die äußeren Einzelfenster beider Hauptgeschosse liegen an den Ecken des Gebäudes und haben gleichartige Pendants an der jeweils anschließenden Fassade.
- Die Fassade zum Rio di Santa Fosca erscheint viel einfacher als die Hauptfassade, obwohl sie etwa 40 Meter lang ist und auf eine wichtige Wasserstraße hinausweist. Sie wurde mehrmals umgestaltet und erscheint heute als Vermischung verschiedener Baustile: Gotik, Spätrenaissance, 18. Jahrhundert und Neugotik.[1] Einziges Element von wahrer Bedeutung ist das Mehrfachfenster des Hauptsalons.

Hinter dem Palast gibt es einen Garten, belegt mit traditionellen Tajapietra-Aktivitäten.

## Beschreibung der Innenräume
Der Palast ist um einen großen Innenhof herum angelegt, in den man durch das Monumentalportal gelangt. Dem gegenüber ist eine achteckige Treppe angeordnet, die zum Hauptgeschoss führt. Im Gebäude gibt es noch weitere zwei Treppen; sie liegen zum Hof hin, sind aber traditioneller gehalten. Das Hauptgeschoss ist dadurch charakterisiert, dass es keinen Empfangssalon (Portego) in der Mitte gibt, so wie das im größten Teil der venezianischen Paläste üblich ist, sondern dass es in eine Vielzahl kleinerer Räume aufgeteilt ist, die mit Stuck, Kassettendecken und Kaminen verziert sind. Darunter sticht ein besonderer Salon in Form eines Ambos heraus, der in Mitte durch Säulen geteilt ist.
Die Innenräume wurden von Giovanni Battista Meduna vollkommen umgestaltet. Früher gab es im Palast Kunstwerke wie Das Gewitter von Giorgione.